# Mariano III d'Arborée
Mariano III d'Arborée (... – mi avril 1321) fut Juge d'Arborée de 1304 à 1321. Jusqu'en 1308 il règne conjointement avec son frère Andreotto.

## Origine
Mariano III nait sans la seconde moitié du XIIIe siècle il est le fils du Juge Giovanni dit Chianu d'Arborée et d'une concubine nommée Vera Cappai d'où le nom de « Cappai de Bas » parfois donné à cette lignée de la dynastie. Mariano III est probablement associé au trône de son père vers 1300 car ce dernier l'envoie comme otage à la république de Pise dont il est le vassal. Giovanni meurt entre 1304 sans laisser  de descendance masculine légitime de son épouse Giacomina Della Gherardesca, fille du conte Ugolin della Gherardesca, qu'il laisse enceinte d'une fille posthume, Giovanna, qui meurt peu après, en 1308.

## Règne
Il semble que l'accession au trône de Mariano III et de son frère Andreotto dont on ignore le nom de la mère, malgré leur illégitimité est le résultat d'un accord entre les factions politiques. La première mention du règne des deux Juges est du 3 avril 1307. Le règne conjoint des deux frères je poursuit au moins jusqu'en 1309. Le 30 mars 1308 le pape Clément V leur écrit en les nommant  « dilectis filiis nobilibus viris Mariano et Andreocto vicecomitibus de Basso et iudicibus Arboree » pour leur annoncer la nomination au siège archiépiscopal d’Arborée le pisan Oddone Sala.
L'année suivante, les liens étroits qui unissent la cour d'Arborée à Pise sont confirmés lorsque le cas des deux  juges est évoqué lors des négociations menées entre la république de Pise et le roi Jacques II d'Aragon sur l'échange de vassalité dans l'île en contrepartie du contrôle du commerce sur la Sardaigne. Tous les territoires contrôlés par Pise passent à Jacques II sauf les fiefs des Donoratico et les domaines des fidèles pisans Mariano III et Andreotto.  Le 31 mars 1310 Mariano III semble désormais regner seul après la mort de son frère, car l'acte d'inféodation en faveur de Barisone, Giovanni de Ponte, Giovanni de Scano et Giorgio Secchi della custodia del pont sur le Tirso d'Oristano est revêtu de sa seule signature.
L'absence de documentation ne permet pas de reconstituer l'activité politique et institutionnelle de Mariano III. Il semble toutefois que les rapports se tentent avec la république marchande lorsque cette dernière accepte d'examiner  les prétentions sur le Judicat de Giacomina della Gherardesca, la veuve de son père. Mariano III se rapproche alors de Jacques II d'Aragon qui cherche à établir dans l'ile, sans beaucoup de succès, un front hostile à Pise dans l'île. En 1312 Pise  impose à Mariano un mariage  avec Costanza di Montalcino et l'obligation d'acquitter des droits de succession pour le Judicat à l'empereur Henri VII du Saint-Empire. Le 30 décembre 1312 le pape Clément V accorde à Costanza et à Mariano une dispense de consanguinité au troisième degré indispensable à la célébration de leur union toutefois le mariage est enregistré seulement  « per verba» c'est-à-dire par procuration et on ignore s'il a été concrétisé..
Deux années plus tard en 1314 Mariano II offre l'hospitalité à Oristano à la princesse Marie de Chypre, sœur du roi Henri II de Chypre, qui se rend en Catalogne afin d'y épouser le roi Jacques II d'Aragon. Cet acte est seulement une marque de courtoisie envers une noble dame en voyage vers une cour avec laquelle l'Arborée entretient des relations depuis 150 ans. En 1318 l'alliance avec Pise semble être restaurée, bien que  Mariano III avant la fin de son règne réussit à reprendre aux Malaspina la cité de Bosa complétant ainsi l'expansion commencée par son grand-père, dans sud-ouest de l'ancien Judicat de Logudoro.
D'après un document adressé à la cour d'Aragon par son successeur Ugone,  Mariano décède sans héritier vers la mi avril 1321. En 1329, huit années après la mort de  Mariano III, Giacomina Della Gherardesca obtient enfin de  Louis IV du Saint-Empire la reconnaissance de ses droits sur un  « bona feudalia » de son défunt mari Giovanni d’Arborée, toutefois le document ne se réfère pas à des droits sur le Judicat. Il semble plus probable que l'acte évoque des biens de droit impérial que le défunt détenait dans la péninsule italienne dont Mariano III avait obtenu la reconnaissance par l'empereur Henri VII en 1312 lors de sa présence en Italie sans doute à Pais en mars.

## Union
On ignore si Mariano III a jamais cohabité avec Costanza di Montalcino, son épouse par procuration, mais il meurt sans laisser d'héritier. Le trône revient à son oncle Ugone II d'Arborée, fils de Mariano II d'Arborée et de sa concubine Padulesa de Serra.

## Sources
- (en) Site Medieval Lands : Judges of Arborea (Sardinia)
- (en) Site de I. Mladjov Medieval Sardinia (Sardegna).
- (it) article de Mauro Sanna  Mariano (III) d'Arborea dans enciclopedia italiana Treccani consulté le 8 juin 2014.